# Theuma velox
Theuma velox är en spindelart som beskrevs av William Frederick Purcell 1908. Theuma velox ingår i släktet Theuma och familjen Prodidomidae. Inga underarter finns listade i Catalogue of Life.